# 1998-as labdarúgó-világbajnokság-selejtező (UEFA – 6. csoport)
Az 1998-as labdarúgó-világbajnokság európai 6. selejtezőcsoportjának mérkőzéseit, és a csoport végeredményét tartalmazó lapja. A csoportban körmérkőzéses, oda-visszavágós rendszerben játszottak egymással a labdarúgó-válogatottak. A csoportelső automatikus résztvevője lett az 1998-as labdarúgó-világbajnokságnak.
A csoportban Csehország, Feröer, Jugoszlávia, Málta, Spanyolország és Szlovákia szerepelt.
Spanyolország végzett az első helyen és kijutott az 1998-as világbajnokságra, a második helyet pedig Jugoszlávia szerezte meg és pótselejtezőt játszhatott.

## Tabella
| Hely. | Csapat        | M  | Gy | D | V  | G+ | G– | Gk  | P  | Továbbjutás                          |     | Spanyolország | Szerbia és Montenegró | Csehország | Szlovákia | Feröer | Málta |
| ----- | ------------- | -- | -- | - | -- | -- | -- | --- | -- | ------------------------------------ | --- | ------------- | --------------------- | ---------- | --------- | ------ | ----- |
| 1.    | Spanyolország | 10 | 8  | 2 | 0  | 26 | 6  | +20 | 26 | Kijutott az 1998-as világbajnokságra |     | —             | 2–0                   | 1–0        | 4–1       | 3–1    | 4–0   |
| 2.    | Jugoszlávia   | 0  | 0  | 0 | 0  | 0  | 0  | 0   | 0  | Továbbjutott a második fordulóba     |     | 1–1           | —                     | 1–0        | 2–0       | 3–1    | 6–0   |
| 3.    | Csehország    | 10 | 5  | 1 | 4  | 16 | 6  | +10 | 16 |                                      |     | 0–0           | 1–2                   | —          | 3–0       | 2–0    | 6–0   |
| 4.    | Szlovákia     | 10 | 5  | 1 | 4  | 18 | 14 | +4  | 16 |                                      | 1–2 | 1–1           | 2–1                   | —          | 3–0       | 6–0    |       |
| 5.    | Feröer        | 10 | 2  | 0 | 8  | 10 | 31 | −21 | 6  |                                      | 2–6 | 1–8           | 0–2                   | 1–2        | —         | 2–1    |       |
| 6.    | Málta         | 10 | 0  | 0 | 10 | 2  | 37 | −35 | 0  |                                      | 0–3 | 0–5           | 0–1                   | 0–2        | 1–2       | —      |       |

## Mérkőzések
| 1996. április 24. 19:00 UTC+2 |

| Jugoszlávia                | 3–1         | Feröer          |
| -------------------------- | ----------- | --------------- |
| Savićević 3' Milošević 37' | Jegyzőkönyv | J. Petersen 53' |

| Crvena Zvezda Stadion, Belgrád Nézőszám: 16,325 Játékvezető: Roland Beck (liechtensteini) |

| 1996. június 2. 20:00 UTC+2 |

| Jugoszlávia                                                                         | 6–0         | Málta |
| ----------------------------------------------------------------------------------- | ----------- | ----- |
| Mirković 2' Mijatović 39' D. Stojković 45+1' Milošević 68' Savićević 70' (11-esből) | Jegyzőkönyv |       |

| Crvena Zvezda Stadion, Belgrád Nézőszám: 11,617 Játékvezető: Hermann Albrecht (német) |

| 1996. augusztus 31. 15:00 UTC+1 |

| Feröer     | 1–2         | Szlovákia                 |
| ---------- | ----------- | ------------------------- |
| Müller 60' | Jegyzőkönyv | Moravčik 13' Dubovský 88' |

| Svangaskarð, Toftir Nézőszám: 1,445 Játékvezető: Terje Hauge (norvég) |

| 1996. szeptember 4. 17:45 UTC+1 |

| Feröer                  | 2–6         | Spanyolország                                                          |
| ----------------------- | ----------- | ---------------------------------------------------------------------- |
| T. Jónsson 46' Arge 90' | Jegyzőkönyv | Luis Enrique 37' Alfonso 63' 83' 86' Johannesen 70' (öngól) Hierro 85' |

| Svangaskarð, Toftir Nézőszám: 4,200 Játékvezető: Philippe Leduc (francia) |

| 1996. szeptember 18. 16:30 UTC+2 |

| Csehország                                            | 6–0         | Málta |
| ----------------------------------------------------- | ----------- | ----- |
| Berger 11' Nedvěd 29' Kubík 77' Šmicer 83' Frýdek 86' | Jegyzőkönyv |       |

| Na Stínadlech, Teplice Nézőszám: 15,099 Játékvezető: Mateo Beusan (horvát) |

| 1996. szeptember 22. 18:00 UTC+2 |

| Szlovákia                                             | 6–0         | Málta |
| ----------------------------------------------------- | ----------- | ----- |
| Tittel 13' Šimon 15' Zeman 37' Timko 56' Dubovský 59' | Jegyzőkönyv |       |

| Tehelne pole, Pozsony Nézőszám: 2,236 Játékvezető: Jórgosz Bíkasz (görög) |

| 1996. október 6. 15:00 UTC+1 |

| Feröer     | 1–8         | Jugoszlávia                                                                      |
| ---------- | ----------- | -------------------------------------------------------------------------------- |
| Müller 28' | Jegyzőkönyv | Milošević 6' Jokanović 11' Mijatović 29' Jugović 57' D. Stojković 90' (11-esből) |

| Svangaskarð, Toftir Nézőszám: 1,017 Játékvezető: Leslie Irvine (északír) |

| 1996. október 9. 20:15 UTC+2 |

| Csehország | 0–0         | Spanyolország |
| ---------- | ----------- | ------------- |
|            | Jegyzőkönyv |               |

| Letná Stadion, Prága Nézőszám: 19,223 Játékvezető: Anders Frisk (svéd) |

| 1996. október 23. 18:00 UTC+2 |

| Szlovákia                                     | 3–0         | Feröer |
| --------------------------------------------- | ----------- | ------ |
| Dubovský 20' Jančula 44' Šimon 57' (11-esből) | Jegyzőkönyv |        |

| Tehelné pole, Pozsony Nézőszám: 5,442 Játékvezető: Salem Prolić (Bosznia-hercegovinai) |

| 1996. november 10. 18:00 UTC+1 |

| Jugoszlávia   | 1–0         | Csehország |
| ------------- | ----------- | ---------- |
| Mijatović 18' | Jegyzőkönyv |            |

| Crvena Zvezda Stadion, Belgrád Nézőszám: 46,577 Játékvezető: Dick Jol (holland) |

| 1996. november 13. 20:30 UTC+1 |

| Spanyolország                                  | 4–1         | Szlovákia  |
| ---------------------------------------------- | ----------- | ---------- |
| Pizzi 31' Amor 47' Luis Enrique 51' Hierro 62' | Jegyzőkönyv | Tittel 39' |

| Estadio Heliodoro Rodríguez López, Santa Cruz Nézőszám: 13,500 Játékvezető: Markus Merk (német) |

| 1996. december 14. 21:30 UTC+1 |

| Spanyolország          | 2–0         | Jugoszlávia |
| ---------------------- | ----------- | ----------- |
| Guardiola 19' Raúl 37' | Jegyzőkönyv |             |

| Estadio Mestalla, Valencia Nézőszám: 37,000 Játékvezető: Serge Muhmenthaler (svájci) |

| 1996. december 18. 19:00 UTC+1 |

| Málta | 0–3         | Spanyolország       |
| ----- | ----------- | ------------------- |
|       | Jegyzőkönyv | Guerrero 8' 26' 33' |

| Ta’ Qali stadion, Ta’ Qali Nézőszám: 3,200 Játékvezető: Nyikolaj Levnyikov (orosz) |

| 1997. február 12. 21:30 UTC+1 |

| Spanyolország                       | 4–0         | Málta |
| ----------------------------------- | ----------- | ----- |
| Guardiola 25' Alfonso 40' Pizzi 89' | Jegyzőkönyv |       |

| Estadio José Rico Pérez, Alicante Nézőszám: 28,000 Játékvezető: Stephen Lodge (angol) |

| 1997. március 31. 16:00 UTC+2 |

| Málta | 0–2         | Szlovákia              |
| ----- | ----------- | ---------------------- |
|       | Jegyzőkönyv | Jančula 38' Tittel 90' |

| Ta’ Qali stadion, Ta’ Qali Nézőszám: 4,202 Játékvezető: Marek Kowalczyk (lengyel) |

| 1997. április 2. 20:15 UTC+2 |

| Csehország | 1–2         | Jugoszlávia                   |
| ---------- | ----------- | ----------------------------- |
| Bejbl 75'  | Jegyzőkönyv | Mijatović 28' Milošević 90+1' |

| Letná Stadion, Prága Nézőszám: 17,137 Játékvezető: Marc Batta (francia) |

| 1997. április 30. 18:15 UTC+2 |

| Jugoszlávia              | 1–1         | Spanyolország         |
| ------------------------ | ----------- | --------------------- |
| Mijatović 87' (11-esből) | Jegyzőkönyv | Hierro 19' (11-esből) |

| Crvena Zvezda Stadion, Belgrád Nézőszám: 49,253 Játékvezető: Rune Pedersen (norvég) |

| 1997. április 30. 20:00 UTC+2 |

| Málta      | 1–2         | Feröer                       |
| ---------- | ----------- | ---------------------------- |
| Sultana 8' | Jegyzőkönyv | Ø. Hansen 60' T. Jónsson 89' |

| Ta’ Qali stadion, Ta’ Qali Nézőszám: 8,188 Játékvezető: Dani Koren (izraeli) |

| 1997. június 8. 20:15 UTC+2 |

| Spanyolország         | 1–0         | Csehország |
| --------------------- | ----------- | ---------- |
| Hierro 41' (11-esből) | Jegyzőkönyv |            |

| Estadio José Zorrilla, Valladolid Nézőszám: 24,544 Játékvezető: Hugh Dallas (skót) |

| 1997. június 8. 20:00 UTC+2 |

| Jugoszlávia                 | 2–0         | Szlovákia |
| --------------------------- | ----------- | --------- |
| Savićević 17' Mijatović 75' | Jegyzőkönyv |           |

| Crvena Zvezda Stadion, Belgrád Nézőszám: 22,044 Játékvezető: Peter Mikkelsen (dán) |

| 1997. június 8. 15:00 UTC+1 |

| Feröer                 | 2–1         | Málta        |
| ---------------------- | ----------- | ------------ |
| Arge 7' T. Jónsson 42' | Jegyzőkönyv | G. Agius 48' |

| Svangaskarð, Toftir Nézőszám: 6,400 Játékvezető: Richard O’Hanlon (ír) |

| 1997. augusztus 20. 16:30 UTC+2 |

| Csehország         | 2–0         | Feröer |
| ------------------ | ----------- | ------ |
| Kuka 15' Kozel 26' | Jegyzőkönyv |        |

| Na Stínadlech, Teplice Nézőszám: 8,322 Játékvezető: Algirdas Dubinskas (litván) |

| 1997. augusztus 24. 20:15 UTC+2 |

| Szlovákia               | 2–1         | Csehország |
| ----------------------- | ----------- | ---------- |
| Jančula 45' Majoroš 55' | Jegyzőkönyv | Šmicer 15' |

| Tehelné pole, Pozsony Nézőszám: 22,500 Játékvezető: Piero Ceccarini (olasz) |

| 1997. szeptember 6. 15:00 UTC+1 |

| Feröer | 0–2         | Csehország          |
| ------ | ----------- | ------------------- |
|        | Jegyzőkönyv | Šmicer 16' Kuka 33' |

| Svangaskarð, Toftir Nézőszám: 2,700 Játékvezető: Bernard Saules (francia) |

| 1997. szeptember 10. 20:15 UTC+2 |

| Szlovákia   | 1–1         | Jugoszlávia    |
| ----------- | ----------- | -------------- |
| Majoroš 65' | Jegyzőkönyv | Mihajlović 80' |

| Tehelné pole, Pozsony Nézőszám: 22,500 Játékvezető: Anders Frisk (svéd) |

| 1997. szeptember 24. 20:15 UTC+2 |

| Szlovákia   | 1–2         | Spanyolország     |
| ----------- | ----------- | ----------------- |
| Majoroš 75' | Jegyzőkönyv | Kiko 47' Amor 76' |

| Tehelne pole, Pozsony Nézőszám: 13,667 Játékvezető: Vágner László (magyar) |

| 1997. szeptember 24. 19:30 UTC+2 |

| Málta | 0–1         | Csehország |
| ----- | ----------- | ---------- |
|       | Jegyzőkönyv | Bejbl 32'  |

| Ta’ Qali stadion, Ta’ Qali Nézőszám: 1,622 Játékvezető: Armand Ancion (belga) |

| 1997. október 11. 20:00 UTC+2 |

| Spanyolország            | 3–1         | Feröer           |
| ------------------------ | ----------- | ---------------- |
| Luis Enrique 18' Oli 28' | Jegyzőkönyv | J. K. Hansen 45' |

| El Molinón, Gijón Nézőszám: 25,000 Játékvezető: Jacek Granat (lengyel) |

| 1997. október 11. 18:00 UTC+2 |

| Málta | 0–5         | Jugoszlávia                                                         |
| ----- | ----------- | ------------------------------------------------------------------- |
|       | Jegyzőkönyv | Milošević 8' Mihajlović 24' Savićević 44' Mijatović 55' Jugović 76' |

| Ta’ Qali stadion, Ta’ Qali Nézőszám: 1,107 Játékvezető: Dermot Gallagher (angol) |

| 1997. október 11. 20:00 UTC+2 |

| Csehország                       | 3–0         | Szlovákia |
| -------------------------------- | ----------- | --------- |
| Šmicer 54' Siegl 70' Novotný 73' | Jegyzőkönyv |           |

| Letná Stadion, Prága Nézőszám: 5,428 Játékvezető: Urs Meier (svájci) |

## Góllövőlista
| 7 gólos - Predrag Mijatović - Savo Milošević 6 gólos - Dejan Savićević 5 gólos - Alfonso Pérez 4 gólos - Vladimír Šmicer - Dušan Tittel - Luis Enrique - Fernando Hierro 3 gólos - Todi Jónsson - Peter Dubovský - Tibor Jančula - Jozef Majoroš - Julen Guerrero 2 gólos - Radek Bejbl - Pavel Kuka - Patrik Berger - Uni Arge - Jan Allan Müller - Július Šimon | - Guillermo Amor - Pep Guardiola - Juan Antonio Pizzi - Slaviša Jokanović - Vladimir Jugović - Siniša Mihajlović - Dragan Stojković 1 gólos - Martin Frýdek - Luboš Kozel - Luboš Kubík - Pavel Nedvěd - Jiří Novotný - Horst Siegl - Jens Kristian Hansen - Øssur Hansen - John Petersen - Gilbert Agius - Stefan Sultana - Ľubomír Moravčík - Jaroslav Timko - Marian Zeman - Kiko - Oli - Raúl - Zoran Mirković 1 öngólos - Óli Johannesen (Spanyolország ellen) |